# Willem Pieterszoon Buytewech

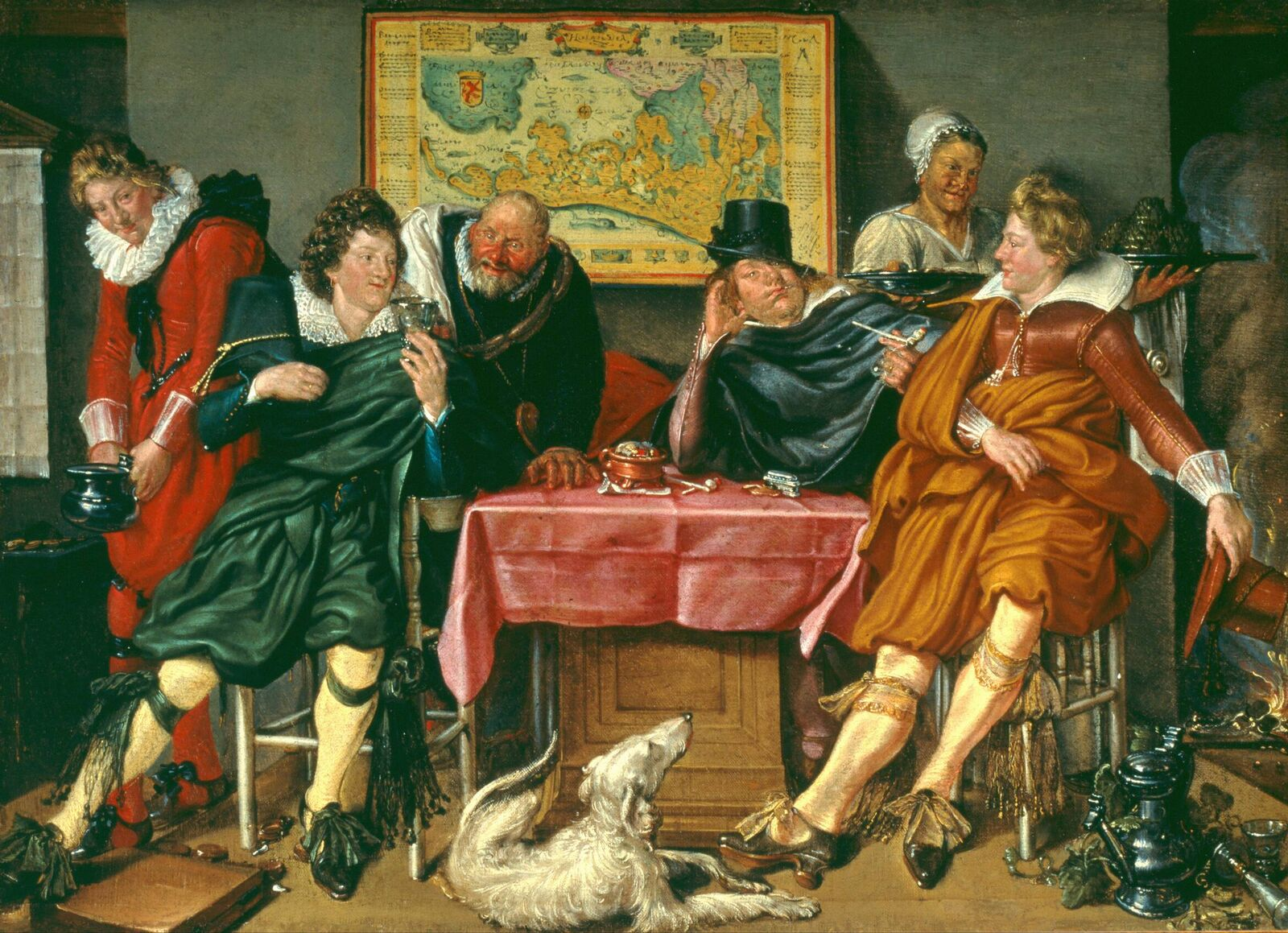
Wesoła kompania, ok. 1617/20

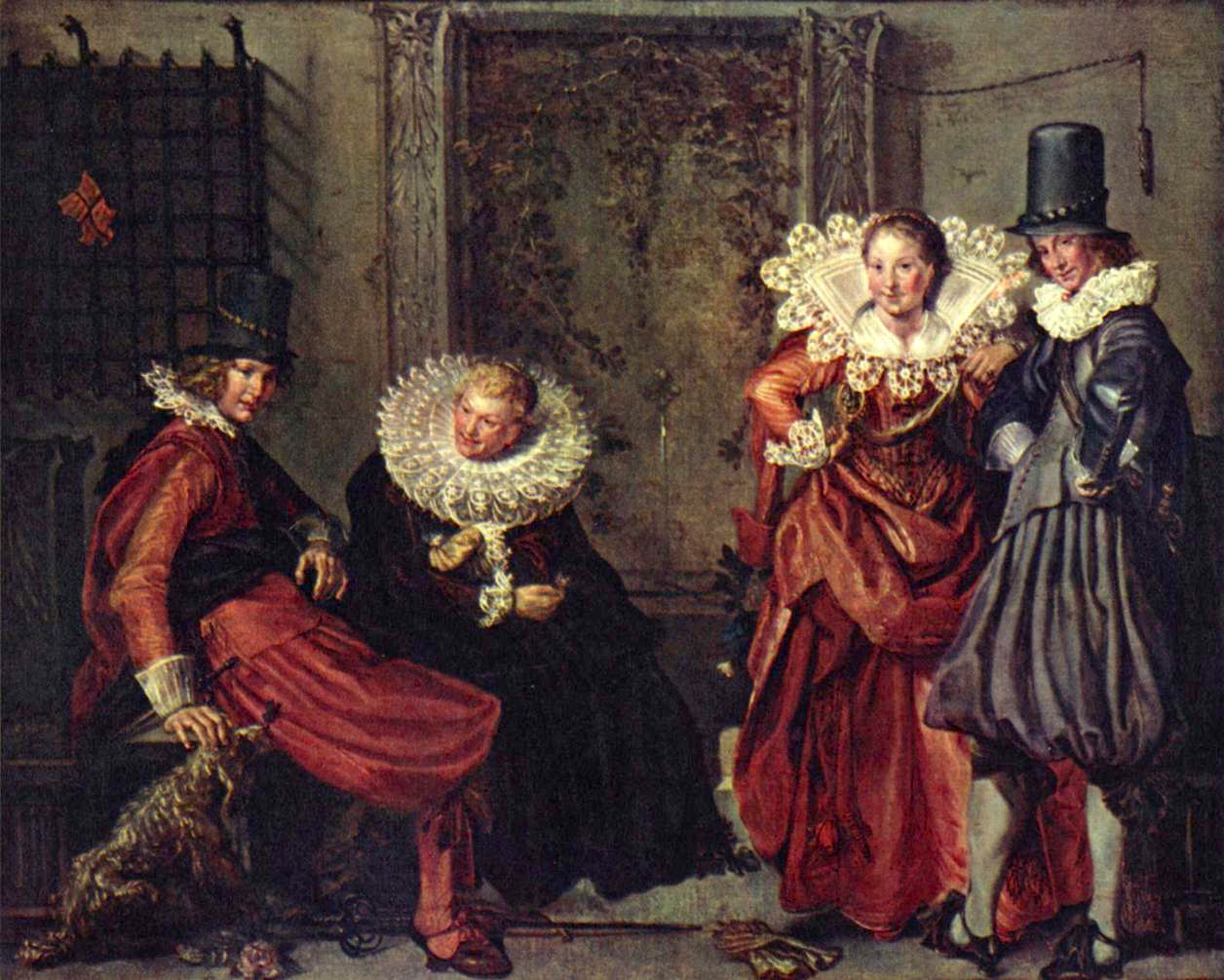
Zaloty, ok. 1616/20

Willem Pieterszoon Buytewech (ur. ok. 1591 w Rotterdamie, zm. 23 września 1624 tamże) – holenderski malarz, grafik i rytownik.
Urodził się w rodzinie szewca, początkowo miał zamiar zajmować się handlem, jednak dość wcześnie zainteresował się sztuką. W 1612 wstąpił do malarskiej gildii w Haarlemie, gdzie przebywał przez 5 lat i tworzył pod wpływem Fransa Halsa. W 1613 ożenił się z Aeltje van Amerongen i powrócił do rodzinnego Rotterdamu. Zmarł przedwcześnie w ok. 33 roku życia.
Willem Buytewech znany jest obecnie zaledwie z ośmiu scen rodzajowych, które uważane są przez krytyków sztuki za jedne z najbardziej oryginalnych i nowatorskich przedstawień tego typu w swoim czasie. Główną dziedziną aktywności twórczej artysty była grafika, obok scen rodzajowych Buytewech poruszał tematykę biblijną i alegoryczną, sporadycznie przedstawiał pejzaże, tworzył też akwaforty. Dzięki wielkiej sprawności w komponowaniu scen rodzajowych przylgnął do niego przydomek Geestige Willem, co w wolnym tłumaczeniu znaczy Pomysłowy William.
Pomimo krótkiego okresu aktywności i nielicznych dzieł Willem Buytewech odegrał znaczącą rolę w początkowej fazie złotego wieku malarstwa holenderskiego. Według niektórych opinii jego grafiki mogły mieć znaczący wpływ na twórczość Rembrandta. Artysta miał kilku uczniów, najczęściej wymieniani są Hendrick Martensz. Sorgh i Herman van Swanevelt. Jego syn Willem Willemsz Buytewech (1625–1670), który urodził się już po śmierci ojca także był malarzem.

## Wybrane prace
- Rozmowa miłosna, Amsterdam,
- Wesoła kompania, Rotterdam,
- Zaloty (Dwie pary), Amsterdam.